# 北洋涇路駅
座標: 北緯31度14分28秒 東経121度32分51秒 / 北緯31.24111度 東経121.54750度
北洋涇路駅（ほくようけいろえき）は中華人民共和国上海市浦東新区に位置する上海地下鉄6号線の駅である。

## 駅構造
- 相対式ホーム2面2線を有する地下駅。
- 駅構内は藍色を基調にしている。

## 歴史
- 2007年12月29日 - 開業。

## 隣の駅
上海軌道交通
■6号線
徳平路駅 - 北洋涇路駅 - 民生路駅